# Yumen
Yumen (chiń. 玉门; pinyin Yùmén) – miasto na prawach powiatu w północnych Chinach, w prowincji Gansu, w prefekturze miejskiej Jiuquan. W 1999 roku liczba mieszkańców miasta wynosiła 199 811. Ośrodek wydobycia i przetwórstwa ropy naftowej, przemysłu chemicznego, spożywczego oraz hutnictwa metali nieżelaznych.

## Historia
Obszar dzisiejszego Yumenu dostał się po raz pierwszy pod panowanie chińskie w końcówce II wieku p.n.e. W V wieku n.e. miejscowość została przejęta przez północną dynastię Wei i znana była wówczas pod nazwą Huiji. W 581 roku przywrócono nazwę Yumen. W czasach dynastii Tang Yumen uzyskało status powiatu z siedzibą w pobliskim Chijinzhen (赤金镇). W drugiej połowie XVIII wieku miasto zostało zajęte przez Tybetańczyków, którzy sprawowali kontrolę nad tymi terenami przez 70 lat. Do końca rządów dynastii Tang miasto czerpało korzyści ze swojego położenia na trasie Jedwabnego Szlaku, jednak wraz z rozwojem transportu morskiego zaczęło tracić na znaczeniu. Po upadku dynastii Tang, w 907 roku Yumen wcielono do tanguckiego państwa Xixia. Za rządów dynastii Ming obszar powrócił pod władanie Tybetańczyków i Chińczycy odzyskali kontrolę nad nim dopiero we wczesnym okresie panowania Qingów, którzy przywrócili powiat Yumen.
Dwa wydarzenia w latach 30. i 40. XX wieku doprowadziły do ożywienie miasta. Pierwszym była budowa autostrady do Urumczi, która była główną drogą zaopatrzenia w czasie wojny chińsko-japońskiej w latach 1937–45. Po 1949 roku autostrada została wyremontowana a równolegle do niej poprowadzono linię kolejową Lanzhou–Urumczi. Drugim ważnym wydarzeniem było odkrycie złóż ropy naftowej w 1939 roku w Laojunmiao niedaleko Yumenu. Znaczne ilości ropy wydobywano już od 1941 roku, jednak wydobycie na dużą skalę rozpoczęto dopiero po 1949 roku. W latach 50. odkryto jeszcze większe złoża a w późniejszym okresie wybudowano rurociąg naftowy o długości 800 km, łączący Yumen z Lanzhou.